# Spatiale Experience
Spatiale Experience est un parcours de montagnes russes enfermées situé dans le parc d'attractions français Nigloland. Ouverte le 31 mai 1998, cette attraction est située dans le quartier nommé Village Rock'n'Roll.

## Conception
S'inspirant directement de Space Mountain, l'investissement est de quatre millions d'euros, soit vingt fois moins que pour l'attraction du parc Disneyland, en réduisant les coûts de conception et des décors. Le désir est aussi de profiter indirectement de la communication de Space Mountain.

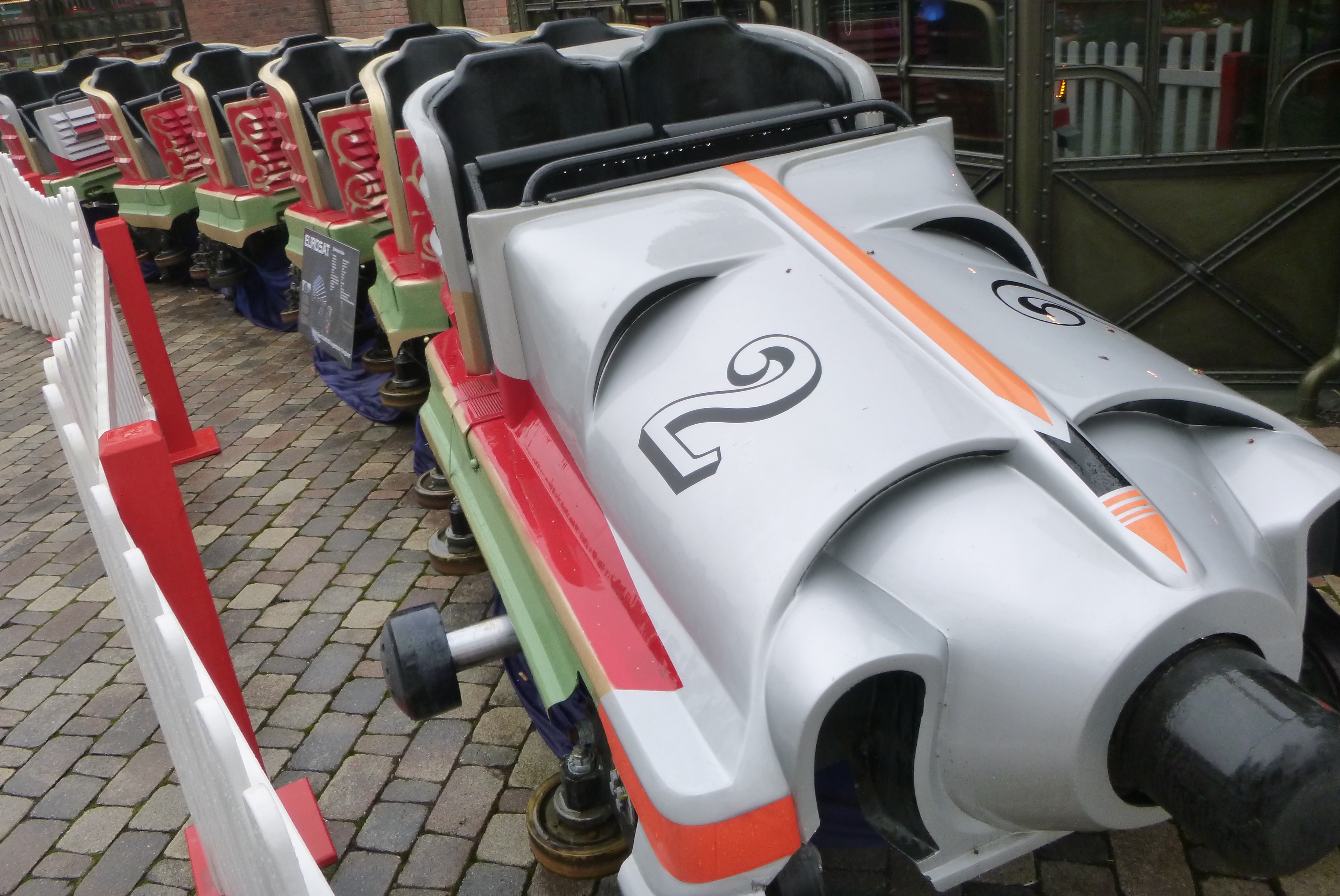
Ancien train d’Eurosat, exposé à Europa-Park (2019).

La construction par Mack Rides de l'attraction débute pendant l'été 1997, elle s'étale sur une petite année,, un reportage pour l'émission télévisée Capital est d'ailleurs réalisé spécialement sur ces montagnes russes. Spatiale Experience utilise les mêmes trains et les mêmes rails que ceux d’Eurosat à Europa-Park, il utilise aussi la même technique — entre autres le lift.
Les dirigeants du parc y investissent plus de la moitié des recettes de l'année. Le montant pour l'attraction elle-même s'élève alors à 16 millions de francs, soit le double du prix habituellement alloué aux attractions. Prévu pour atteindre 20 millions de francs, le total de la somme dépensé atteint 25 millions. Le but est d'augmenter le nombre d'entrées annuelles de 50 000 unités. Ce n'est pas le cas, la fréquentation passe de 480 000 en 1997 à 450 000 visiteurs l'année suivante.

## Le parcours
Les musiques de fond de la gare sont une simulation de décollage, la voix d'un commandant de fusée et une musique futuriste. L'attraction dispose de deux trains composés de huit wagons d'un rangée de deux places. Le parcours de 800 m de long consiste en une montée à lift à vis d'Archimède dans le noir. Trois voyants rouges indiquent l'approche de la descente et un compte à rebours est récité par un enregistrement. Lorsque le train atteint le sommet, un flash est dirigé sur les passagers puis le train entame une légère descente pour ensuite enchaîner avec une descente à grande vitesse avec virages et accélérations. Lors des secousses du train, un enregistrement évoquant un pistolet lasers est diffusé. La fin du voyage est indiquée par des flashs et le train revient en gare.

## Remarques
L'attraction fait subir aux passagers une force de plus de 4,5 g et provoque des secousses assez intenses. Sa vitesse maximale est de 60 km/h. Le parcours est presque totalement dans le noir, seuls les planètes et astéroïdes approchés par le train sont légèrement éclairés, ainsi que quelques peintures fluorescentes sur les murs en formes de planètes. Lorsque le passager atteint le sommet, et juste avant la descente, il peut apercevoir les rails, dû aux flashs. On peut voir un astronaute, des planètes… La gare est composée entièrement de métal, le visiteur entre dans une ambiance se voulant futuriste. Les ordinateurs et autres machines automatisées servant au bon fonctionnement des montagnes russes, qui sont habituellement cachés dans des boîtiers, sont ici visibles dans la gare au travers d'armoires vitrées, dans le but d'augmenter le côté futuriste et spatial de l'attraction.